# Список рек Нидерландов
В статье представлен список основных рек в Нидерландах.
Все реки на территории Нидерландов принадлежат бассейну Северного моря, часть из них впадает в озеро Эйсселмер. В списке реки приведены в порядке впадения в море или Эйсселмер от бельгийской границы возле Кнокке-Хейст до границы с Германией около Эмдена. Реки, являющиеся притоками других рек, перечислены в порядке близости точек слияния к устью.
Большая часть Нидерландов расположена в дельте Рейна, Мааса и Шельды, поэтому сеть рек и каналов довольно сложна. Основные речные пути Шельды, Мааса и Рейна выделены жирным. В скобках (где возможно) указаны ближайшие к месту впадения/слияния населённые пункты.
- Западная Шельда (Флиссинген)
  - Шельда (в 15 км к северо-западу от Антверпена, Бельгия)

- Восточная Шельда (Вестенсхаувен, Схаувен-Дёйвеланд)
  - Кетен (Ставениссе, Толен)
    - рукав Краммера (Брёиниссе, Схаувен-Дёйвеланд)

- Гревелинген (ныне озеро)
  - Краммер (Брёиниссе, Схаувен-Дёйвеланд)
    - Стенбергсе-Влит (рядом со Стенбергеном)
    - Динтел (Динтелсас)
      - Марк (Зевенберген)
        - А (Верейс) (Бреда)

    - рукав Холландс-Дипа (Виллемстад)

- Харингвлит (Стеллендам)
  - Спёй (Гаудсвард)
    - рукав Ауде-Мааса (Ауд-Бейерланд)

  - Холландс-Дип (Виллемстад)
    - Дордтсе-Кил (Мурдейк)
      - рукав Ауде-Мааса (Дордрехт)

    - Ньиве-Мерведе (Лаге-Звалюве)
      - рукав Бовен-Мерведе (Веркендам)

    - Амер (рядом с Лаге-Звалюве)
      - Бергсе-Маас (Гертрёйденберг)
        - Вильхелмина-канал
        - Маас (Хёсден)
          - канал Зёйд-Виллемсварт (рядом с Хертогенбосом)
            - Доммел (Хертогенбос)
              - Рюн
              - Берзе
              - Клейне-Доммел
              - Тонгелреп

            - Астенсе-А (Хертогенбос)

          - Нирс (Геннеп)
          - Моленбек (Велл)
          - Швальм (Свалмен)
          - Рур (Рурмонд)
          - Гелен (река) и Юлиана-канал (рядом с Маасбрахтом)
          - Гел (Бюнде)
          - Экер (Маастрихт)
          - Вур (Эйсден)

- Ньиве-Ватервег (Хук-ван-Холланд)
  - Схёр (рядом с Мааслёйсом)
    - Ньиве-Маас (рядом с Влардингеном)
      - Схи (Схидам)
        - Влит (Делфт)

      - Ротте и Рейн-Схи-канал (Роттердам)
      - Холландсе-Эйссел (Кримпен-ан-дер-Эйссел)
        - Гауве (Гауда)
          - рукав Ауде-Рейна (Алфен-ан-ден-Рейн)

      - Лек (Кримпен-ан-дер-Лек)
        - Мерведе-канал (Вианен)
        - Амстердам-Рейн-канал (Вейк-бей-Дюрстеде)
        - Недер-Рейн (Вейк-бей-Дюрстеде)

      - Норд (река) (Кримпен-ан-дер-Лек)
        - рукав Ауде-Мааса (Дордрехт)

    - Ауде-Маас (рядом с Влардингеном)
      - Бенеден-Мерведе (Дордрехт)
        - Бовен-Мерведе (Веркендам)
          - Линге через Мерведе-канал (Горинхем)
          - Афгедамде-Маас (Ваудрихем)
            - рукав Мааса (Хёсден)

          - Ваал (Ваудрихем)
            - Бийландс-канал (Миллинген)
              - Рейн (Толкамерт)

- Ауде-Рейн (впадает в Северное море в Катвейк-ан-Зе)
  - Лейдсе-Рейн (Хармелен)
    - Кромме-Рейн (Утрехт)
      - рукав Недер-Рейна (Вейк-бей-Дюрстеде)

- Эй (бывшая гавань, впадает в Эйсселмер в Амстердаме)
  - Амстел
  - Нордзе-канал
    - Заан (Зандам)
    - Спарне (рядом с Спарндамом)
      - канал Рингварт (Харлем)

- Вехт (Утрехт) (впадает в Эйсселмер в Мёйдене)
  - рукав Кромме-Рейна (Утрехт)

- Эм (рядом с Хёйзеном)

- Эйссел (впадает в Эйсселмер рядом с Кампеном)
  - Схипбек (рядом с Девентером)
  - Беркель (Зютфен)
  - Альте Иссель (Дусбург)
    - Слингебек (Дутинхем)
    - Иссель (Дутинхем)

  - рукав Паннерденс-канала (рядом с Арнемом)

- Зварте-Ватер (впадает в Эйсселмер рядом с Генемёйденом)
  - Фехте (рядом со Зволле)
    - Регге (рядом с Омменом)
    - Динкель (Нойенхаус, Германия)

- Лауэрс (Лауверсог)
  - Рейтдип (Зауткамп)
    - Пейзердип
    - Норд-Вилемс-канал

- Эмс-канал (Делфзейл)